# Doubané
Doubané est un canton et une localité du Cameroun situés dans la commune de Guidiguis, le département du Mayo-Kani et la Région de l'Extrême-Nord, à proximité de la frontière avec le Tchad.

## Population
En 1969 la localité – également dénommée Baribélé – comptait 7 208 habitants, des Toupouri, des Peuls, des Moundang, des Massa. À cette date elle disposait d'une école publique à cycle complet. Un marché hebdomadaire s'y tenait le mercredi.
Lors du recensement de 2005, 12 790 personnes ont été dénombrées dans le canton, dont 8 211 à Baribélé et 4 579 à Mandaigoum.

## Infrastructures
Doubané dispose d'un lycée général public qui accueille les élèves de la 6e à la Terminale.